# Chiesa di Santa Giulia (Torino)
La Chiesa di Santa Giulia di Torino è un edificio religioso in stile neogotico, situato nel quartiere Vanchiglia, nei pressi del centro storico della città.  
Fu costruita per volontà della marchesa Giulia Falletti di Barolo, su progetto del 1862 dell'architetto Giovanni Battista Ferrante.

## Storia
A metà del XIX secolo, il borgo Vanchiglia di Torino, all'epoca in degrado e costantemente soggetto all'umidità del vicino fiume Po, era tuttavia in rapida espansione demografica, e gli allora abitanti decisero di voler edificare qui un luogo di culto. Nel 1854 poi, la città di Torino fu funestata da un'epidemia di colera, e questo accelerò i piani urbanistici di sanificazione, bonifica e riqualificazione strutturale dell'intero quartiere, compresa l'idea di costruire una chiesa, inizialmente dedicata a San Luca Evangelista.

Nel 1855, fu quindi costituito un comitato di raccolta fondi, in parte già finanziato dal re Carlo Alberto di Savoia, poco prima del suo decesso. Tuttavia, i dissapori creatisi in città tra l'allora vescovo Luigi Fransoni e il re Vittorio Emanuele II di Savoia per l'appena deliberata Legge Siccardi, rallentarono tutto il progetto. Nemmeno i suggerimenti dell'allora famoso architetto vanchigliese Alessandro Antonelli (che aveva da poco terminato Casa Scaccabarozzi - la cosiddetta "Fetta di Polenta" - e Casa Antonelli, nelle vicinanze), su come limitare i costi del progetto, riuscirono a far decollare i cantieri.

Si dovette aspettare il 1860, quando la marchesa filantropa Giulia Colbert Falletti di Barolo (1786-1864), che aveva più volte soccorso gli ammalati e i poveri ed aiutato economicamente borgo Vanchiglia insieme al marito, il marchese Carlo Tancredi Falletti di Barolo (morto nel 1838), diede una svolta decisiva al progetto di costruzione della chiesa, col vincolo stretto che fosse dedicata alla santa cui era devota, ovvero Giulia di Corsica, cartaginese del V secolo, Vergine e Martire in Corsica. Il terreno scelto fu quello al fondo di Via dei macelli, oggi via Giulia di Barolo.

I lavori, sotto gestione di don Giacomo Trucchio, iniziarono nel 1863, su progetto di un giovane architetto, Giovanni Battista Ferrante (1834-1913). Purtroppo, la marchesa non riuscì a vederne la fine, poiché morì due anni prima del completamento dei lavori.
La chiesa fu inaugurata il 23 giugno 1866, e il primo parroco fu Monsignor Maurizio Vigo.

Nel 1899, le spoglie della marchesa Giulia di Barolo furono traslate dalla precedente tomba situata presso il vicino Cimitero monumentale di Torino e collocate presso questa chiesa, all'interno della lapide in pietra bianca che costituisce l'altare maggiore, ovvero dietro l'attuale altare. Il 21 gennaio 1991 fu avviata la causa di beatificazione della marchesa che, attualmente, gode del titolo di "serva di Dio"; il 5 maggio 2015 fu dichiarata "venerabile".

## Descrizione
Primo edificio in stile neogotico francese a Torino, molto gradito alla marchesa, essa occupa un intero isolato di borgo Vanchiglia, ovvero la Piazza Santa Giulia, che ospita anche un piccolo orto-mercato retrostante.

La solenne facciata esterna si distingue per il contrappunto cromatico rosso. È caratterizzata da tre rosoni, il cui centrale presenta la scritta latina Absit gloriari nisi in cruce Domini Nostri Jesu Christi (di null'altro mi glorierò, se non della croce di Nostro Signore Gesù Cristo, Galati 6,14). Lungo tutta la facciata sono presenti quattro statue in marmo di Carrara che raffigurano, nell'ordine, San Carlo Borromeo, San Pietro, San Paolo e il Beato Sebastiano Valfrè. Nella lunetta che sovrasta il portale centrale, un bassorilievo di Giuseppe Albertoni, sempre in marmo di Carrara, raffigura la virtù della Fede.
L'interno, con pianta a croce latina, presenta tre navate suddivise da alti colonnati. In fondo alla navata di destra, a destra dell'abside, fu ancora ricavato lo spazio per una Cappella, dedicata a Nostra Signora di Lourdes. In fondo alla navata sinistra invece, vi è l'accesso alla sacrestia e gli uffici; sempre Giuseppe Albertoni fu autore delle due sculture interne, raffiguranti i due coniugi Falletti, che furono poste sopra gli ingressi sia della sacrestia che della Cappella di Lourdes.

Molti degli arredi interni, compreso il pulpito, furono inseriti successivamente al 1866, con l'intervento dei fratelli Levera, rinomati intagliatori che avevano bottega nella vicina via Tarino. Le alte vetrate furono realizzate su decori e disegni dei pittori milanesi Pompeo e Giuseppe Bertini; la vetrata tripartita centrale raffigura la santa che abbraccia la croce, circondata da schiere di angeli.

Il trittico raffigurante Madonna con Bambino e santi fu opera di Domenico Cerruti (1865), mentre il crocefisso ligneo nel transetto sinistro fu opera di Giovanni Tamone (1866). Nell'anticamera della sacrestia, a sinistra dell'abside, è presente anche il secondo organo, mentre procedendo oltre la sala della sacrestia si accede alla segreteria parrocchiale e alla cosiddetta "Sala Gotica", usata per conferenze, quindi si procede verso agli alloggi dei sacerdoti.

Nel matroneo absidale sinistro vi è l'organo a canne, costruito nel 1901 da Carlo Vegezzi-Bossi. Dotato di due manuali di 58 tasti e pedaliera di 27, è a trasmissione pneumatico-tubolare e consta di 27 registri. Viene regolarmente utilizzato per le celebrazioni festive domenicali. È stato restaurato dalla ditta Mascioni nei primi mesi del 2020.

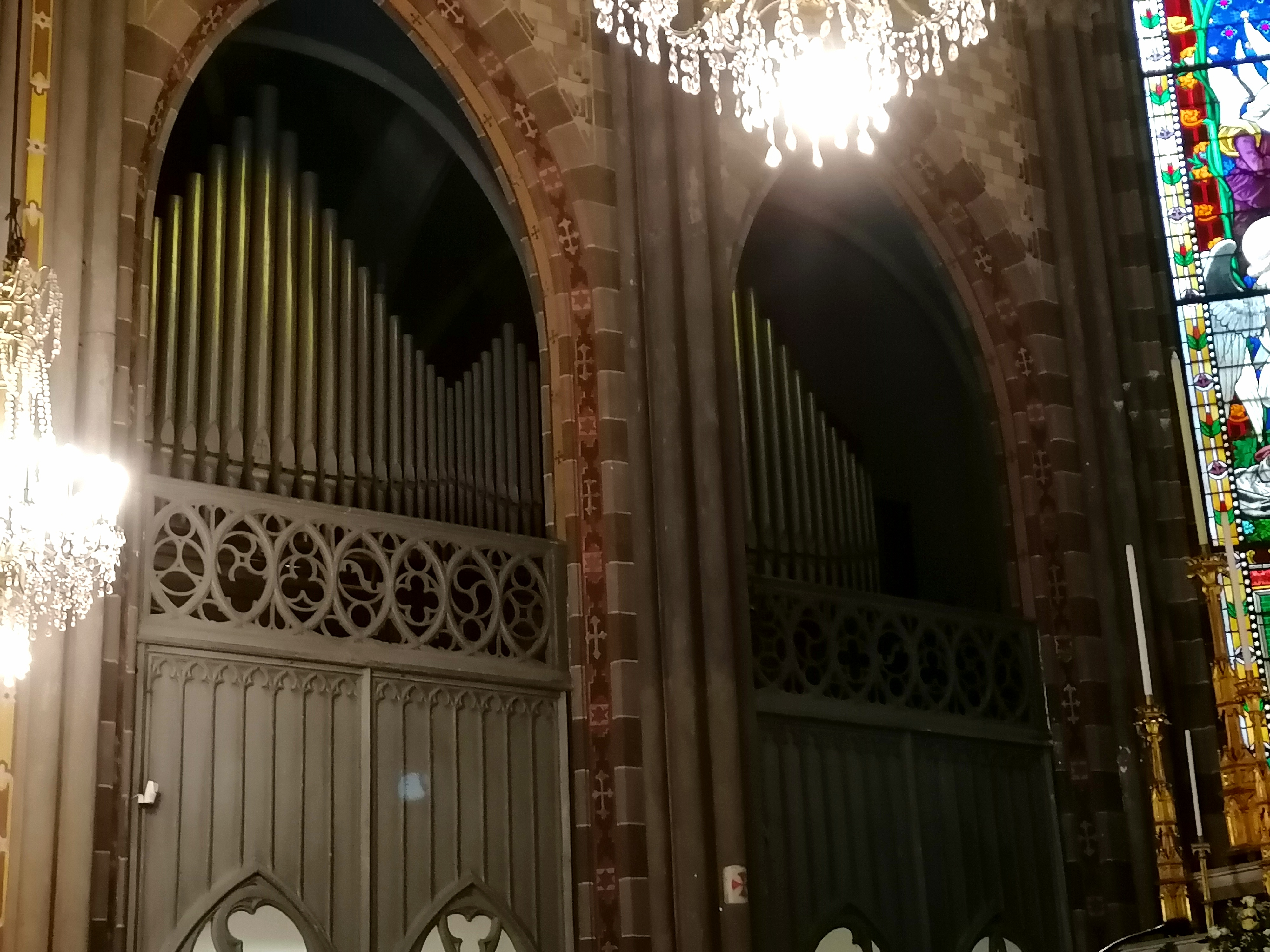
L'organo costruito da Carlo Vegezzi Bossi situato nella Chiesa

Tutta la struttura si completa con la sezione architettonica retrostante la chiesa, che ospita un piccolo chiostro interno, cintato dai già citati alloggi clericali e uffici parrocchiali, accessibili dall'ingresso laterale occidentale mentre, da quello orientale, è possibile invece accedere ai sotterranei, dove alloggia una moderna sala teatro.

Il campanile è posto proprio all'interno, verso il retro, leggermente spostato verso est; la sua guglia, alta 32 metri, fu gravemente colpita da un fulmine nell’estate del 1982, quindi ristrutturato nel 1985.
La marchesa Giulia di Barolo volle anche finanziare una struttura oratoriale a fianco della chiesa, situata oltre la parte occidentale dell'isolato stesso, all'angolo con via Balbo, progetto che però verrà realizzato molto più tardi, nel 1952.

## Curiosità ed epoca recente
Le spoglie del marito della marchesa, Carlo Tancredi Falletti di Barolo, giunsero dal vicino Cimitero monumentale in questa chiesa soltanto nel 2013, e furono poste in una lapide che si trova nel transetto destro, a fianco del trittico.

Nell'estate 1943, la chiesa fu bersaglio di due bombardamenti aerei durante la seconda guerra mondiale, fortunatamente con danni lievi.

Il 6 febbraio 1960 invece, si svolsero qui i funerali del cantante torinese Fred Buscaglione, la cui casa era qui vicino, in via Bava 26/bis.

Nel 1970, la parrocchia fu poi amministrata da Don Bernardino Reinero di Comunione e Liberazione, movimento cattolico che ne portò avanti la gestione fino al 2014, anno nella quale fu consegnata alla Fraternità sacerdotale dei missionari di San Carlo Borromeo,  istituto religioso anch'esso vicino a Comunione e Liberazione.

Nel 2022 fu attivato un innovativo sistema di raccolta delle elemosine tramite satispay.